# Signori professori
Signori professori è un film documentario prodotto e diretto da Maura Delpero tra il 2007 e il 2008. Viene distribuito su DVD in maniera limitata e dal 13 gennaio 2010 si può vedere in tv sul canale Current
Chi ancora chiama gli insegnanti signori professori? Evidentemente il titolo vuole ironicamente segnalare la perdita sociale di prestigio, oltreché lo svantaggio economico, di lavoratori, che annoverano tra di loro molti precari, soprattutto giovani, ma non solo, che si dedicano a una professione che oscilla tra entusiasmo e depressione.

## Trama
Il film segue le vicende di giovani insegnanti, a diversi gradi della loro carriera, in tre diverse regioni rappresentative dell'Italia di oggi.
Viene narrata la scuola dalla parte della cattedra ricorrendo alle esperienze dirette di tre veri insegnanti che rappresentano se stessi e le cui storie non s'intersecano se non nel modo differente di rapportarsi con i loro studenti.
Lisa Bentini che interpreta se stessa è una giovane laureata che ottiene la sua prima supplenza nella scuola media di Bentivoglio nei pressi di Bologna. Naturalmente non ha nessuna esperienza d'insegnamento e per di più ha a che fare con una classe difficile e mal amalgamata. Un'esperienza, questa di Lisa, dolorosa che si riverbera anche nella sua vita privata dove porta il suo scontento e la sua insoddisfazione.
La seconda storia è quella di Dario Tulipano insegnante precario che vive a Palermo e che finalmente ottiene una supplenza lunga un anno ma che dovrà trasferirsi all'altro capo d'Italia: a Bolzano dove naturalmente si troverà a vivere in un mondo tutto diverso da quello a cui era abituato e dove dovrà coraggiosamente combattere la sua solitaria battaglia con ragazzi tanto diversi da lui.
Infine una storia quasi positiva: quella di Silvana de Fazio, una professoressa ormai prossima alla pensione che insegna nell'ultima classe di una scuola superiore napoletana. Silvana è la classica insegnante che forte della sua lunga esperienza ha un buon rapporto, quasi materno, con i suoi ragazzi che dovrà preparare per l'esame finale di stato. Gli studenti apprezzano il suo lavoro e la sua umanità e glielo dimostrano nella gita alla fine dell'anno scolastico con un affetto che ripaga l'insegnante di tutti i suoi sacrifici.
Con il sistema del montaggio alternato le singole storie dei tre insegnanti che pure non si incrociano mai presentano aspetti e problemi che coinvolgono anche gli altri così che ne esce una figura unica di insegnante "universale".

## Riconoscimenti
- Torino Film Festival
  - Premio UCCA - Venti Città - Migliore Documentario Italiana.Doc
  - Premio Avanti! (Agenzia Valorizzazione Autori Nuovi Tutti Italiani)[5]